# Super Alexia
Super Alexia es un mural de 2022 del artista callejero italiano TVBoy, ubicado en Barcelona. Representa a la futbolista Alexia Putellas como Superwoman, celebrando a las mujeres y al éxito individual y de equipo de Putellas.
TVBoy se inspiró para crear el mural en su hija. Se pintó en el barrio barcelonés de Gracia y ha sido objeto de vandalismo y reparación en varias ocasiones.

## Trasfondo y diseño
El artista callejero italiano TVBoy está radicado en Barcelona desde hace muchos años. En marzo de 2022, la hija pequeña de TVBoy le dijo que quería ser futbolista como Alexia Putellas, ganadora del Balón de Oro y capitana del FC Barcelona Femenino. El éxito del equipo ese mes y las palabras de su hija sirvieron de inspiración para que TVBoy creara un mural de Putellas que inspirara a otras chicas. Dio a conocer Super Alexia en el Día del Padre en marzo de 2022. Se encuentra en el carrer de l'Escorial (por Joanic) en Gracia, un barrio de Barcelona que alberga arte y arquitectura callejeros icónicos, y que apoya el feminismo y los derechos LGBTQ+, razones por las que TVBoy consideró que era ideal para el mural de Putellas.
Anteriormente, el lugar presentaba un mural diferente de TVBoy, del futbolista argentino Diego Maradona pintado después de su muerte; el mural de Maradona había recibido algunas respuestas negativas. TVBoy había pintado a Maradona como «mitad santo, mitad diablo» para reflejar sus problemas, pero dijo que cuando supo más de las controversias de Maradona, quiso reemplazarlo con obras de arte en honor a una mujer, que «[él] pensó que era un buen mensaje que esta vez una mujer fue la campeona, la estrella».
Super Alexia representa a Putellas como Superwoman, vistiendo una camiseta de Barcelona con una «A» en un corazón en el pecho como una cresta de superhéroe y una capa roja. El fondo es lila para representar el feminismo y presenta el eslogan «sigue tus sueños».

## Vandalismo
El mural fue elogiado por reflejar en el arte y la sociedad la creciente opinión de que «los héroes ya no necesitan ser hombres» y que el fútbol no es solo para hombres. A pesar de que Putellas y el mural son populares en Barcelona, fue objeto de vandalismo, primero en junio de 2022, con TVBoy arreglándolo y compartiendo el mensaje «haters, nunca nos rendimos» en las redes sociales. En enero de 2023 fue desfigurado con grafitis de insultos lesbofóbicos y comentarios misóginos; TVBoy estaba en Ucrania en ese momento, pero lo restauró nuevamente en febrero. Una imagen del mural destrozado fue exhibida en la exposición Jugo com una nena! (trad. «¡Juega como una niña!») en el Palacio Robert en verano de 2023, ilustrando insultos y estereotipos de las deportistas. La imagen se muestra en una pared que se coloca como una barrera física en una pista de atletismo, que los visitantes de la exposición pueden derribar.